# Còndor (gènere)
Còndor és el nom comú del gènere que agrupa dues espècies de voltors del Nou Món, cadascuna en un gènere monotípic. El nom deriva del quítxua kuntur. Són els ocells terrestres voladors més grans de l'hemisferi occidental.
Una de les espècies, el còndor andí ( Vultur gryphus ), habita a les muntanyes andines. L'altre, el còndor de Califòrnia ( Gymnogyps californianus ), actualment està restringit a les muntanyes costaneres occidentals dels contigües Estats Units i Mèxic, així com a les muntanyes desèrtiques del nord d'Arizona.

## Taxonomia
Aquest gènere dels còndors forma part de la família Cathartidae, que conté els voltors del Nou Món, mentre que les 15 espècies de voltors del Vell Món són de la família Accipitridae, que també inclou falcons, àguiles i milers. Els voltors del Nou Món i del Vell Món van evolucionar a partir de diferents avantpassats. Tots dos són carronyaires i els dos grups són semblants en aparença a causa de l'evolució convergent.

## Descripció
Ambdós còndors són ocells molt grans i d'ales amples, el còndor andí és 3 polzades (7.6 centimetres) a 6 polzades (15.2 centimetres) més curt (bec a cua) de mitjana que les espècies del nord, però més pesat i més gran en envergadura. El còndor andí té una envergadura de2.7–3.1 metres (8 peus 10 polzades–10 peus 2 polzades) i fins i tot fins a uns 3.20 metres (10 ft 6 in) i un pes de 8-15 kg, amb mascles que oscil·len entre 11 a 15 kg (24 a 33 lb) i dones 7.5 a 11 kg (17 a 24 lb). Mentrestant, el còndor de Califòrnia té un pes de 8-14 kg i una envergadura d'unes 109 polzades, o 2,77 metres. Els còndors de Califòrnia són els ocells terrestres voladors més grans d'Amèrica del Nord. Entre tots els ocells voladors vius, el còndor andí és el tercer més pesat després de l'avutarda de Kori i l'avutarda gran (fins a 21 kg o 46 lb ), i només per darrere de l'albatros errant (fins a 3.5 m o 11 ft 6 in ) en envergadura. Normalment, les mesures es prenen a partir d'exemplars criats en captivitat.

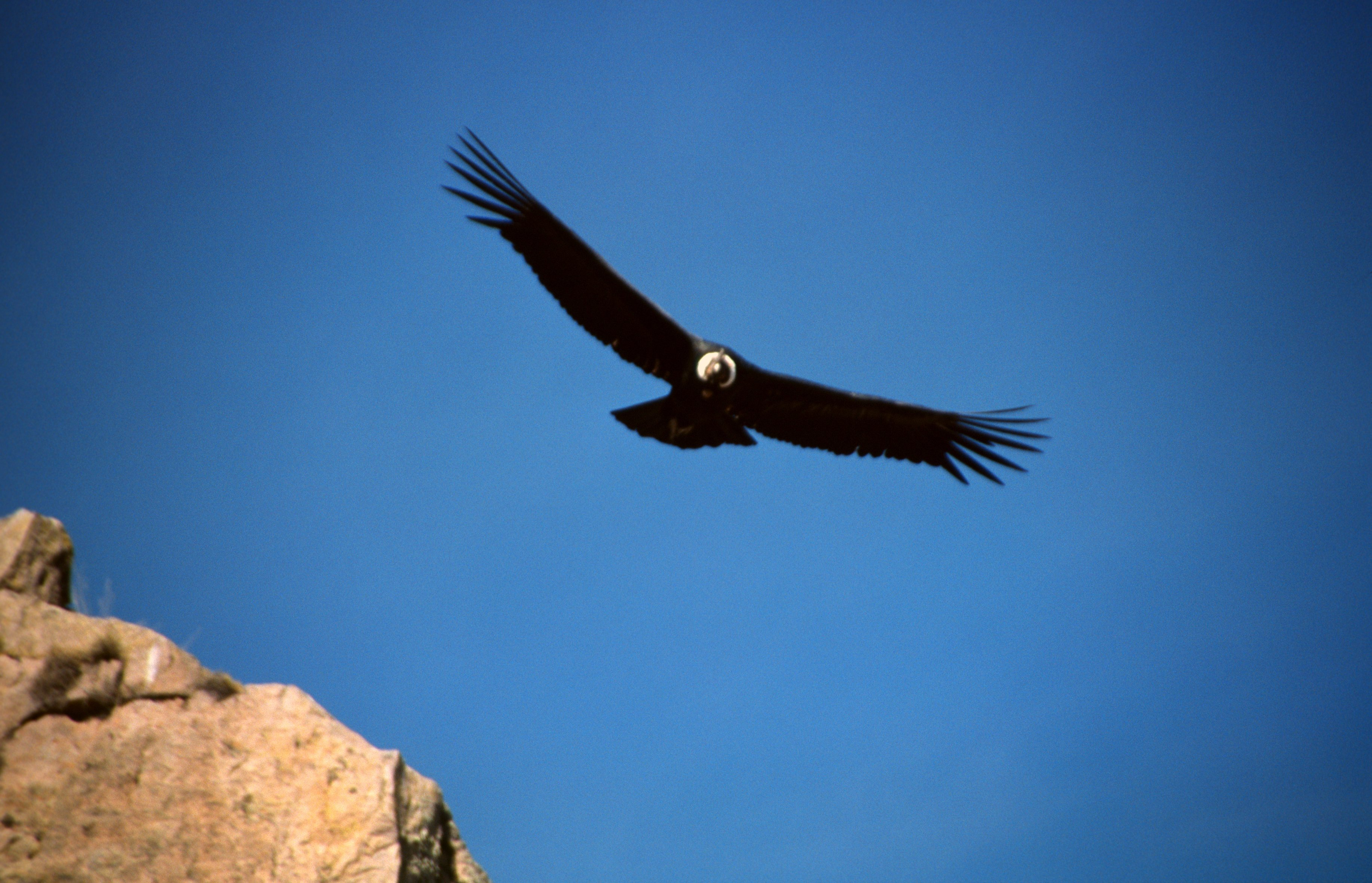
Còndor andí (Vultur gryphus)

El plomatge de l'adult és uniformement negre, excepte per un volant de plomes blanques que gairebé envolta la base del coll, que l'ocell manté minuciosament netes. Com a adaptació per a la higiene, el cap i el coll del còndor tenen poques plomes, fet que exposa la pell als efectes esterilitzants de la deshidratació causada per la llum ultraviolada solar a gran altitud. El cap està molt aplanat per la part superior. En el mascle, es corona amb una carúncula o una pinta, mentre que la pell del coll agafa forma de plecs La pell del cap i del coll es pot enrogir notablement en resposta a l'estat emocional i transmès entre individus.

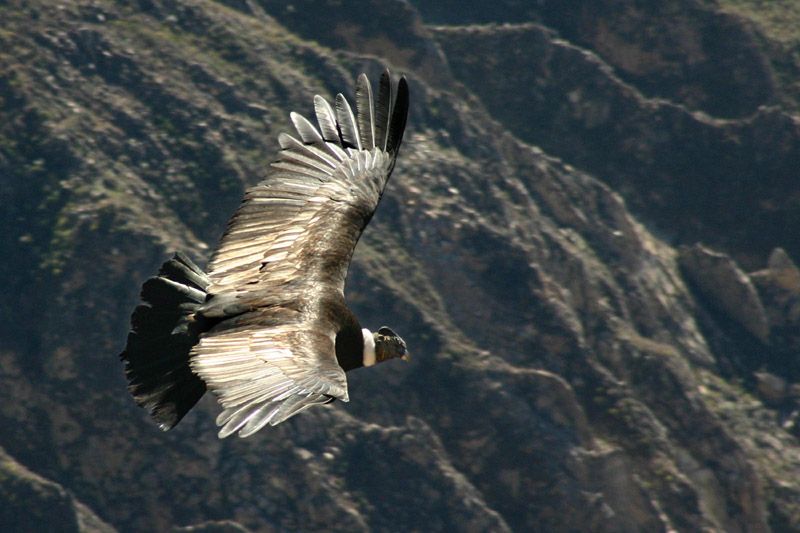
Còndor andí planant sobre el canó del Colca, al sud del Perú

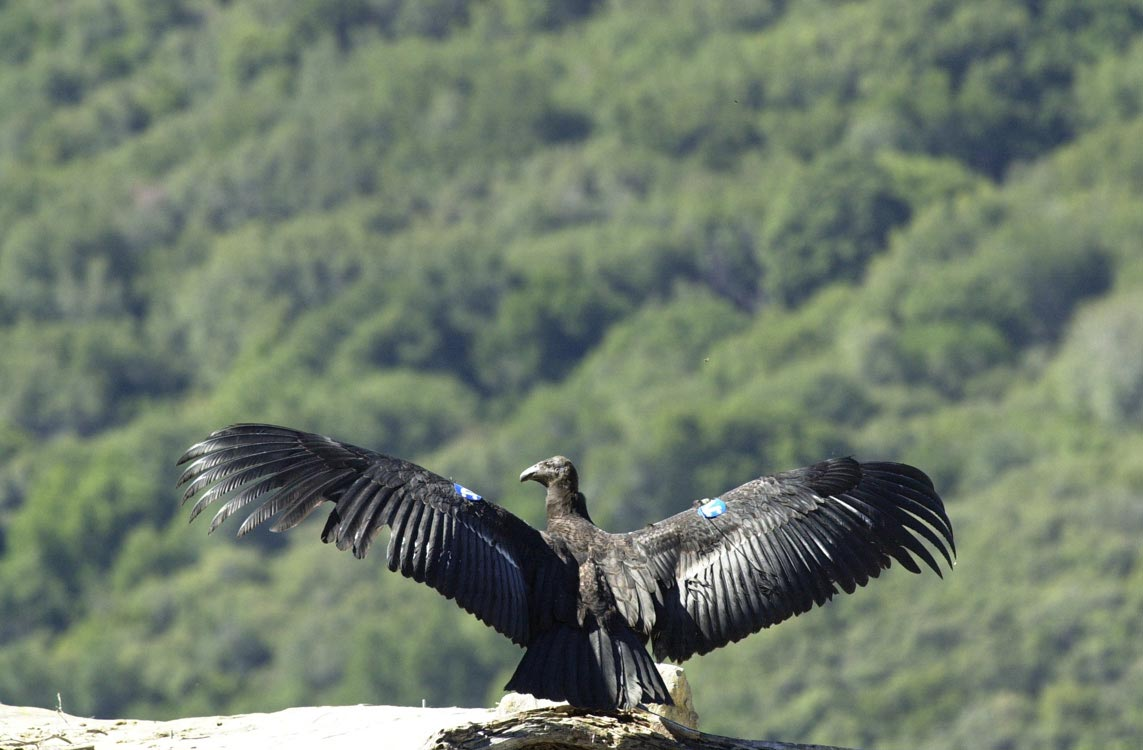
Còndor de Califòrnia immadur

El dit mitjà és molt allargat, el posterior està lleugerament desenvolupat i les ungles de tots els dits són relativament rectes i contundents. Així, els peus estan més adaptats per caminar (com en les cigonyes molt relacionades) i de poca utilitat com a armes o òrgans de prehensió (com en els rapinyaires i els voltors del Vell Món). Contràriament a la regla habitual entre les aus rapinyaires, la femella és més petita que el mascle.
La pell dels còndors de Califòrnia al coll varia de color, depenent de l'edat dels animals. Durant l'època de reproducció, el color de la pell dels exemplars adults pot ser crema, rosa, groc o taronja.

## Registre fòssil
S'han trobat fòssils d'espècies de còndors extintes i existents de l'època del Plistocè a diverses parts d'Amèrica del Nord, incloses Nova York i Florida, la qual cosa va portar els científics a plantejar la hipòtesi que els còndors de Califòrnia (així com els seus avantpassats i parents) van viure una vegada a la costa oest. d'Amèrica del Nord així com a la costa oriental, fins a la seva eventual extinció/extirpació. Alguns científics també han descobert que un antic parent del còndor, Argentavis magnificens d'Amèrica del Sud, podria haver estat l'ocell volador més gran mai amb una envergadura de 7 metres (23 ft).

## Comportament
La maduresa sexual i el comportament reproductor no apareixen en el còndor fins als 5 o 6 anys d'edat. Poden viure 50 anys o més i s'aparellen de per vida. El còndor més antic del món va morir als 100 anys al Jardin d'Essai du Hamma d'Alger.
Les cries estan cobertes d'un plomall grisenc fins que són gairebé tan grans com els seus pares. Poden volar després de sis mesos, però continuen dormint i caçant amb els seus pares fins als dos anys, quan són desplaçats per una nova embragament. Hi ha una estructura social ben desenvolupada dins de grans grups de còndors; un estudi recent va mostrar que l'"ordre jeràrquic" està determinat pel grup d'edat i, dins dels grups d'edat, pel sexe (cosa que contradiu les troballes anteriors).
La manca d'un estèrnum gran per ancorar els músculs de vol corresponentment grans l'identifica fisiològicament com un volador primari. Els ocells baten les ales en aixecar-se del terra, però després d'aconseguir una elevació moderada, semblen navegar per l'aire, transitant d'un riu amunt a l'altre, sovint sense batre les ales. Un còndor andí registrava mantenir aquest vol durant 171 quilometres (106 mi), durant més de cinc hores.
Els còndors salvatges habiten grans territoris, sovint viatgen 250 km (160 mi) un dia a la recerca de carronya. Prefereixen carcasses grans, com cérvols o bestiar, que detecten buscant altres carronyaires. Tanmateix, aquestes espècies rivals no poden trencar les pells més dures d'aquests animals més grans amb l'eficiència d'un còndor més gran. En estat salvatge, mengen de manera intermitent, sovint passen uns quants dies sense menjar, després s'engorgen de diversos quilograms (lliures) alhora, de vegades fins al punt de no poder aixecar-se del terra.

## Poble mochica
El poble mochica de l'antic Perú adorava la natura. Donaven èmfasi als animals i sovint representaven còndors en el seu art.

## Galeria

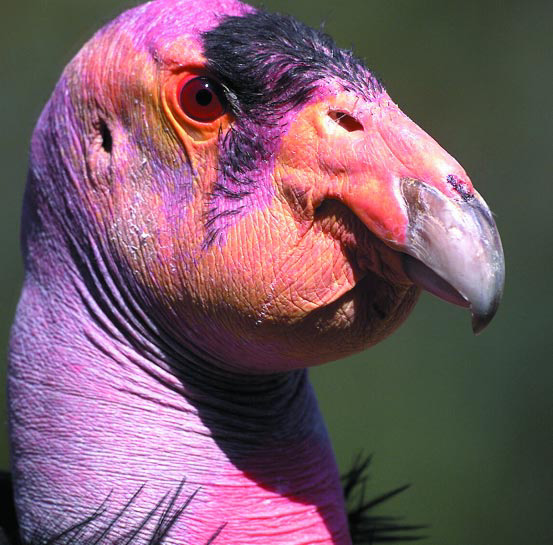
Cap de còndor de Califòrnia
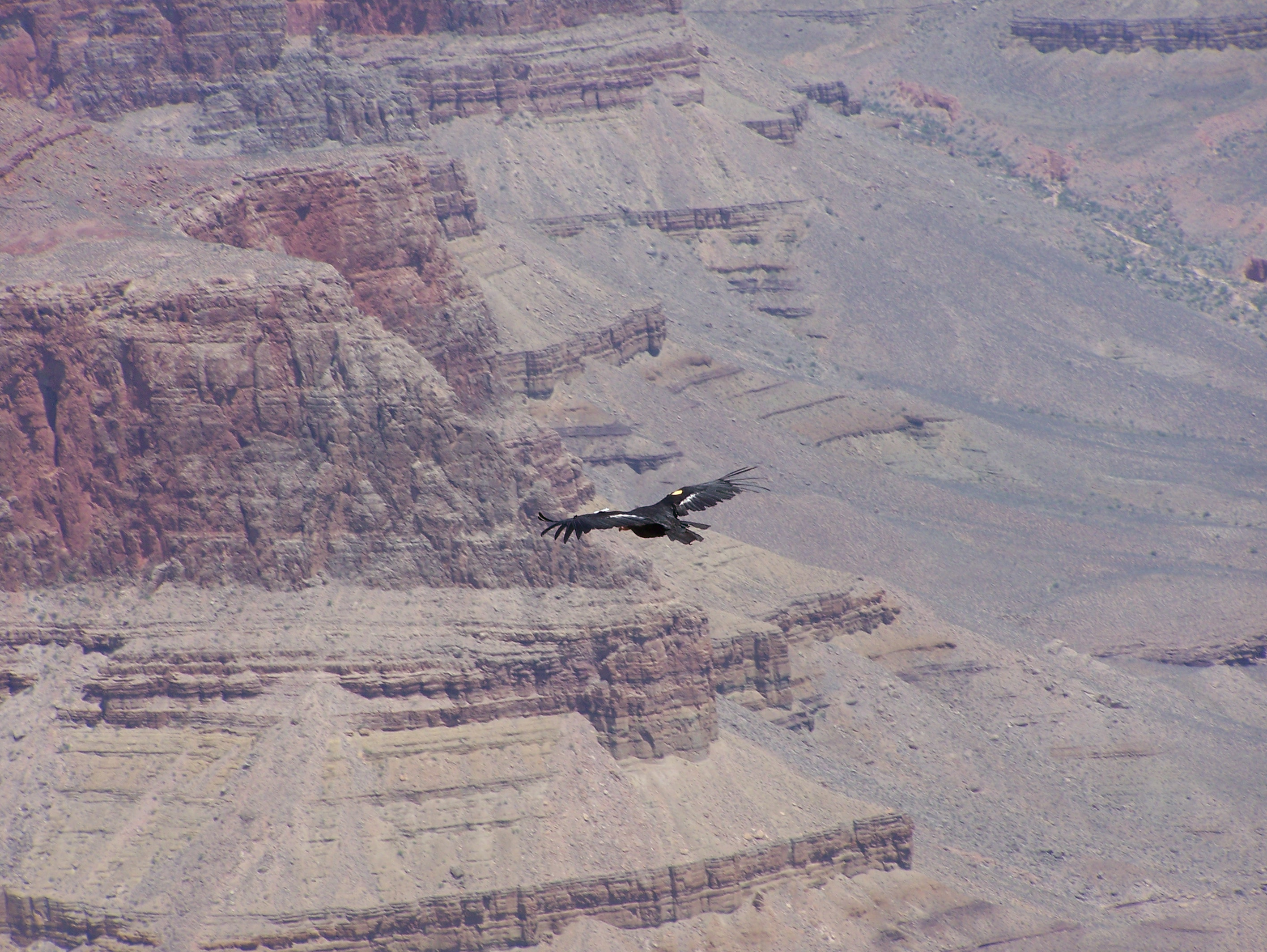
Còndor de Califòrnia en vol sobre el Gran Canyó, Arizona
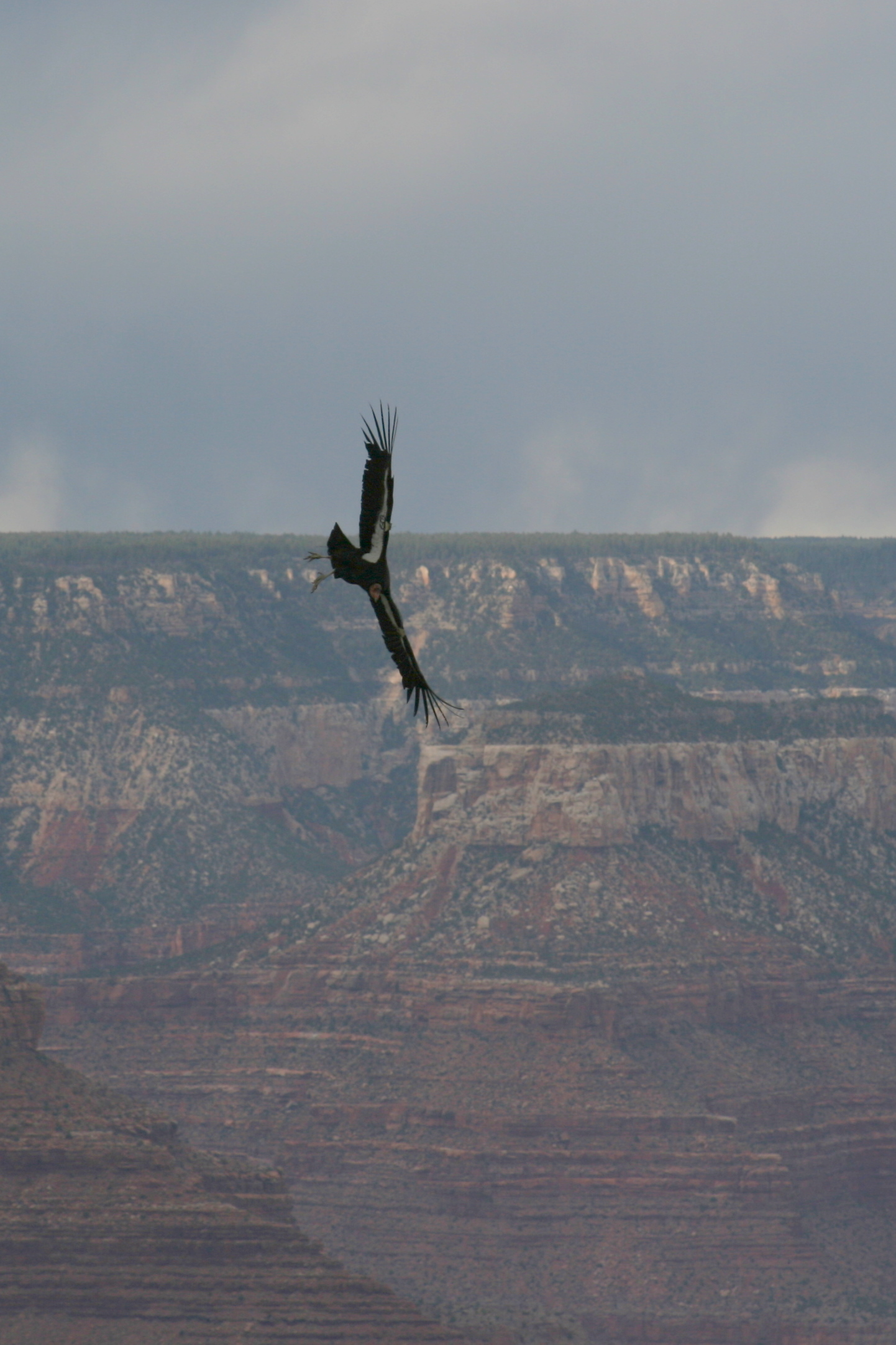
Còndor volant sol al Gran Canyó,Arizona
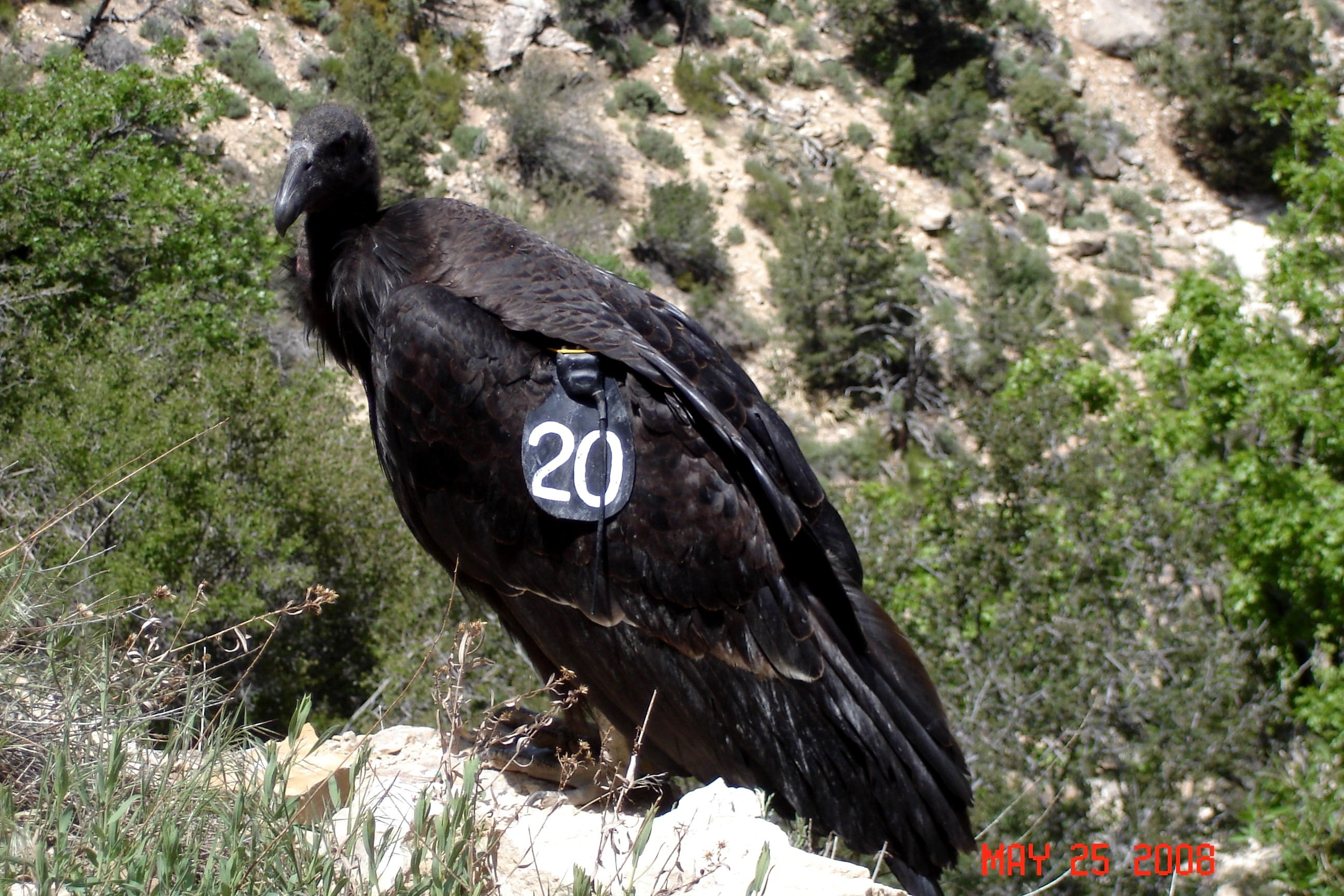
Còndor numerat al Gran Canyó,Arizona
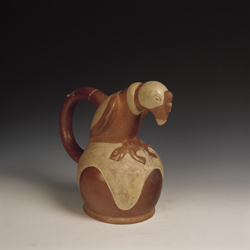
Còndor mochica. 300 dC.Col·lecció Museu Larco Lima, Perú.